# Шепетов Іван Михайлович
Іва́н Миха́йлович Ше́петов (нар. 11 липня 1902 — пом. 21 травня 1943) — радянський воєначальник часів Другої світової війни, генерал-майор. Герой Радянського Союзу (1941). Почесний громадянин Кам'янського.

## Життєпис
Народився 11 липня 1902 року в місті Кам'янському в робітничій родині. Українець. Після закінчення школи працював на Дніпровському металургійному заводі токарем.
До лав РСЧА вступив у 1918 році. Учасник Громадянської війни в Росії, брав участь в штурмі Перекопу. 1921 року закінчив Полтавську піхотну школу, 1924 року — 5-ту Українську кавалерійську школу імені С. М. Будьонного в Єлизаветграді, 1927 року — Військово-політичні курси. Член ВКП(б) з 1924 року. Воював проти банд басмачів у Туркестані. У 1931—1934 роках навчався у Військовій академії імені М. В. Фрунзе.
У довоєнний час І. М. Шепетов обіймав посади начальника штабу полку 7-ї Таджицької кавалерійської дивізії, командира полку 30-ї кавалерійської дивізії, начальника навчальної частини Тамбовського кавалерійського училища, заступника командира 115-ї стрілецької дивізії, командира 2-ї моторизованої бригади. З 22 березня 1941 року полковник І. М. Шепетов — командир 96-ї Вінницької гірськострілецької дивізії імені Я. Ф. Фабриціуса Київського ОВО, що дислокувалася в Північній Буковині та Чернівцях.
Учасник німецько-радянської війни з 22 червня 1941 року. З початком війни дивізія полковника Шепетова входить до складу 18-ї армії Південного фронту. Після прикордонних боїв дивізія під його командуванням забезпечувала відхід армії від Державного кордону СРСР. 27 липня 1941 року 18-та армія з боями відступила через річку Південний Буг, а 96-та гірськострілецька дивізія зайняла оборону на ділянці Гайворон — Шляхова.
Загроза оточення радянських 6-ї і 12-ї армій південніше Умані змусила керівництво Південно-Західного напрямку організувати контрнаступ силами 18-ї армії з метою уникнення можливого оточення. До складу ударного угруповання 17-го стрілецького корпусу увійшла і 96-та гірськострілецька дивізія, терміново перекинута в район Голованівська, де вийшла на напрям головного удару німецького 49-го гірського ко́рпусу.
Колишній комісар 43-го гірськострілецького полку І. М. Матвеєв у своїх спогадах розповідав:
| «31 липня німецькі танки і гірськострілецькі частини прорвалися до Голованівська. 2 серпня полковник Шепетов отримав від командарма важку задачу —- прикривати відхід 18-ї армії від Голованівська до Первомайська. Бої, марші, контратаки, нічні переходи злилися в один безперервний потік. Цей моторошний тиждень боїв біля Голованівська з добірними німецькими частинами 49-го гірсько-стрілецького корпусу загартувала нас, зробила справжніми солдатами. Незважаючи на виняткові труднощі і втрати, наш бойовий дух, віра в командування і свої власні сили були дуже високі. З цим важким завданням ми впоралися...» |
На початку серпня 1941 року дивізія потрапила в оточення біля Первомайська, але спромоглася не лише вирватися з нього, організувавши переправу через Південний Буг в районі Чаусове, але і забезпечила вихід інших частин 18-ї армії.
В оточенні східніше Миколаєва, дивізія полковника Шепетова, перебуваючи в авангарді 18-ї армії, раптовим нічним ударом прорвала ворожу оборону поблизу Грейгове чим сприяла вдалому виходу з оточення основних сил армії. 18 серпня 1941 року поблизу селища Засілля 96-та гсд знову розбила ворога й забезпечила здійснення військами 18-ї армії переправи через Дніпро.
У представленні до присвоєння звання Героя Радянського Союзу вказано:
| Тов. Шепетов енергічний, грамотний, культурний командир. В боях проти фашистської Німеччини тов. Шепетов не командував військами зі щілин. Сам постійно знаходився на полі бою. Вся дивізія з успіхом виконувала завдання командування, наносячи значних втрат ворогу. Тов. Шепетов показав зразки вміння організовувати бій. Під його керівництвом дивізія особливо відмінно вела себе в боях під Голованівськом, на східному березі річки Буг, і під с. Інгулець. |
12 жовтня 1941 року І. М. Шепетову було присвоєне військове звання «генерал-майор».
Наказом НКО № 20 за мужність і героїзм особового складу, виявлені в боях з німецько-фашистськими загарбниками, 24 січня 1942 року 96-та гірськострілецька дивізія була перетворена в 14-ту гвардійську стрілецьку дивізію.
У травні 1942 року під час Харківської операції дивізія Шепетова знову потрапила в оточення. В районі північніше міста Ізюм вона спробувала прорватися на схід, але Шепетов в бою отримав поранення і 25 травня потрапив у полон. Спочатку він перебував у німецькому шпиталі в фортеці Летцен, потім з липня 1942 року — в концентраційному таборі Хаммельбург, де долучився до табірного підпілля  радянських військовополонених. За антинацистську агітацію в грудні 1942 року Шепетова перевели до Нюрнберзької в'язниці, а згодом — у табір Флоссенбюрг. У травні 1943 року здійснив спробу втекти з табору, але невдало.
21 травня 1943 року розстріляний за спробу втечі.

## Нагороди і почесні звання
Указом Президії Верховної Ради СРСР від 9 листопада 1941 року за зразкове виконання бойових завдань командування на фронті боротьби з німецько-фашистськими загарбниками та виявлені при цьому відвагу і героїзм, генерал-майору Шепетову Івану Михайловичу присвоєне звання Героя Радянського Союзу з врученням ордена Леніна і медалі «Золота Зірка» (№ 565).
Також був нагороджений орденом Червоного Прапора (11.11.1941) і медаллю «XX років РСЧА».
Почесний громадянин міста Дніпродзержинська.

## Родина
Син Шепетов Юрій Іванович (? - 2015) - мешканець Санкт - Петербурга, інженер, історик - аматор, біограф батька.

## Пам'ять
Ім'ям Івана Шепетова названо вулиці в Дніпродзержинську та Миколаєві.
Меморіальні дошки встановлено в Дніпродзержинську, на станції Грейгове, Чернівцях, Кіровограді, меморіальному музеї колишнього концтабору Флоссенбюрг.

## Цікаво
В 1944 році німецькою розвідкою була спланована операція «Цеппелін», головною метою якої було фізичне знищення Йосипа Сталіна. Головний виконавець акції, за легендою — радянський офіцер, Герой Радянського Союзу, був забезпечений Золотою Зіркою і орденом Леніна, які належали генерал-майору І. М. Шепетову. Диверсант був схоплений і знешкоджений.